# Baccharis isabelae
Baccharis isabelae là một loài thực vật có hoa trong họ Cúc. Loài này được Soria & Zardini mô tả khoa học đầu tiên năm 1991.